# 陳惠敏 (中國國民黨)
陳惠敏（1958年9月12日—），曾任台灣華視新聞主播及第八、第九屆台北市議員（第五選區），政黨為中國國民黨。2006年，陳惠敏因22票的差額連任台北市議員失敗。此後，又任台北縣政府新聞處處長。陳惠敏主張兩岸應建立共同生活圈。